# Chloroclystis sayata
Pasiphilodes sayata là một loài bướm đêm trong họ Geometridae.